# كريستيان فويجت
كريستيان فويجت (بالألمانية: Christian Voigt)‏ هو منافس ألعاب قوى ألماني، ولد في 20 ديسمبر 1943.

## وصلات خارجية
- كريستيان فويجت على موقع أوليمبيديا (الإنجليزية)